# 정의 가능한 수
실수 a가 집합론의 언어로 매개변수 없이 1차 정의 가능하다는 것은 집합론의 언어로 표현된 1변수 논리식 φ가 존재하여, 폰 노이만 우주 V에서 이를 만족하는 실수가 a 뿐인 경우를 말한다.
이 글에서는 이를 짧게 줄여 정의 가능한 수라 하겠다. 이는 편의를 위한 것일 뿐, 일반적으로 쓰이는 용어와는 다를 수 있다.
위의 정의는 집합론의 언어를 통해 표현할 수 없다는 것에 주의할 것.

## 성질
정의 가능한 수들의 집합은 체를 이루며, 0, 1, π, e를 비롯해 수학 상수 글에 언급되는 모든 실수를 포함하고 있다. 또한 이 집합은 모든 유리수는 물론 모든 대수적 수를 포함하고 있으나, 모든 논리식의 집합이 가산집합이므로 모든 정의가능한 수의 집합도 가산집합이고, 따라서 대부분의 실수는 정의 불가능하다. (여기에서 "대부분"은 "대부분의 실수는 무리수이다"라고 할 때와 같은 의미이다. 대각선 논법을 참고할 것.)
정의 가능한 수들의 체는 완비가 아니다. 모든 실수는 유리수열의 극한이므로, 정의 불가능한 수로 수렴하는 정의 가능한 수들의 열이 존재하기 때문이다. 그러나 수열 자체가 (여기에 포함된 모든 열들을 하나의 논리식으로 정의할 수 있다는 의미에서) 정의 가능할 경우, 이 수열의 극한은 언제나 정의 가능한 수가 된다.
모든 계산 가능한 수는 정의 가능하지만, 그 역은 성립하지 않는다. 0#를 비롯해, 정의 가능하지만 계산 불가능한 수가 여럿 알려져 있기 때문이다.

## 같이 보기
- 계산 가능한 수
- 작도 가능한 수